# Gangarides rufinus
Gangarides rufinus är en fjärilsart som beskrevs av Alexander Schintlmeister 1997. Gangarides rufinus ingår i släktet Gangarides och familjen tandspinnare. Inga underarter finns listade i Catalogue of Life.